# Жак Бюс
Жак Бюс (фр. Jacques Buus), (Якоб Бюс нід. Jakob Buus) ( л.1500, Гент — серпень 1565, Відень) — фламандський органіст та композитор пізнього Відродження, належав до франко-фламандської школи та був серед перших представників венеціанської школи. Був одним з перших композиторів, що створювали ричеркари, попередників фуги, та прославленим автором шансонів.

## Біографія
Жак Бюс очевидно родився у Генті, хоча відомостей про його перші роки недостатньо, як і про всіх композиторів того часу. Здається певним, що міг отримати освіту або почати свою кар'єру у Франції, з якою підтримував зв'язки протягом усього життя. У 1538 році опублікував свій перший шансон у Ліоні у нотного видавця Жака Модерна.
Три роки по тому попрямував до Венеції, де взяв участь у конкурсі на посаду другого органіста Базиліки Сан Марко, отримавши її працював з першим органістом, монахом братом Джованні Армоніо. Це відбувалося під час керування музичною капелою Адріана Віларта, який перетворив її у одну з найзнаменитіших у Європі, вона поступалася лише папській капелі у Римі. Бюс залишався там до 1550 року, коли переїхав до Франції, можливо через те, що не міг розрахуватися з боргами; однак здається, що причиною переїзду був його перехід у протестантизм. 
У 1543 році присвятив збірку шансонів кальвіністці герцогині Феррари, а у 1550 році підніс у дарунок протестанту ерцгерцогу Австрії Фердинанду II книгу протестантських chansons spirituelles (духовних шансонів), пославши її до Відня. Наприкінці 1550 року переїхав до Відня, де обійняв посаду при дворі Габсбургів і де залишався решту свого життя, ігноруючи численні запрошення, що надходили з Венеції. 

## Музика
Бюс відіграв значну роль у розвитку інструментального ричеркара; написав найдовший з будь-коли створених, який мав не менше 98 імітаційних пунктів. Інший мав 358 бревісів (еквівалентні 716 тактам з 4/4; типовий tactus часу розподіляв від 60 до 80 мінім на хвилину). Вони були розроблені контрапунктичне з використанням всіх технік фламандської поліфонії, а саме аугментацію, , демінуцію, інверсію тощо. 
Писав також вокальну сакральну музику — мотети та chansons spirituelles (специфічна протестантська форма шансонів), які не виконувались у католицькій Венеції. Його мотети нагадували аналогічні твори Ніколя Ґомбера: зі щільною фактурою, проникаючими імітаціями та вільним поводженням з темою.

## Зовнішні посилання
- Жак Бюс, Ричеркар — YouTube [Архівовано 11 вересня 2019 у Wayback Machine.]
- Jacques Buus: Партитури на сайті Werner Icking Music Archive (WIMA)